# 大昌行集團
大昌行集團有限公司（英語：Dah Chong Hong Holdings Limited，簡稱，港交所除牌前：1828.HK），是中國及香港綜合貿易企業，成立於1949年，初名恒昌公司，由恒生銀行的三名創辦人何添、何善衡、梁球琚所創辦，後來易名為大昌貿易行，原為一家非上市公眾公司。

## 股權
中信泰富（中國中信股份有限公司前身，港交所：267）於1991年收購大昌行約34.86%權益，更於1992年進一步收購其餘權益，使大昌行成為中信泰富的全資附屬公司，並由一家公眾公司轉為私人公司。大昌行在2007年10月進行招股，招股價介乎4.55至5.88港元，集資35.54至45.92億。公司於2007年10月17日在香港聯合交易所上市，招股價訂於5.88元。大昌行集團上市後，母公司中信泰富佔公司已發行股本約50.1%。
大昌行集團的業務包括汽車及汽車相關業務和食品及消費品業務。大昌行集團業務橫跨香港、澳門、中國大陸、台灣、新加坡及日本。註冊辦事處地址為香港九龍灣啟祥道20號大昌行集團大廈8樓。
2015年1月21日，該公司以2.9526億港元，向施國耀收購太平洋行國際有限公司 Gilman 70%股權，太平洋行國際主要業務在香港以及中國銷售家庭電器產品。
2016年5月3日，大昌行以3.5億美元（逾27.3億港元）現金，向利豐（00494.HK）收購旗下亞洲消費品及健康保健用品分銷業務（LF Asia Distribution）全部股權。是項協議並不包括利豐的物流及美容產品業務。
2017年11月1日，大昌行將利豐亞洲的醫療及保健產品業務重新命名為「奧利佳有限公司」(「奧利佳」)。
2019年10月20日，中信泰富以每股股份的註銷代價3.7港元購入未持有的8.17億股，佔已發行股份43.19%，代價30.22億港元現金私有化大昌行，
2019年12月19日，大昌行舉行法院會議及股東特別大會，表決除牌議案。 於法庭會議及特別股東會上分別獲89.12%及97.3%股東投票贊成通過，將於2020年1月10日除牌。

## 業務

### 汽車及汽車相關業務

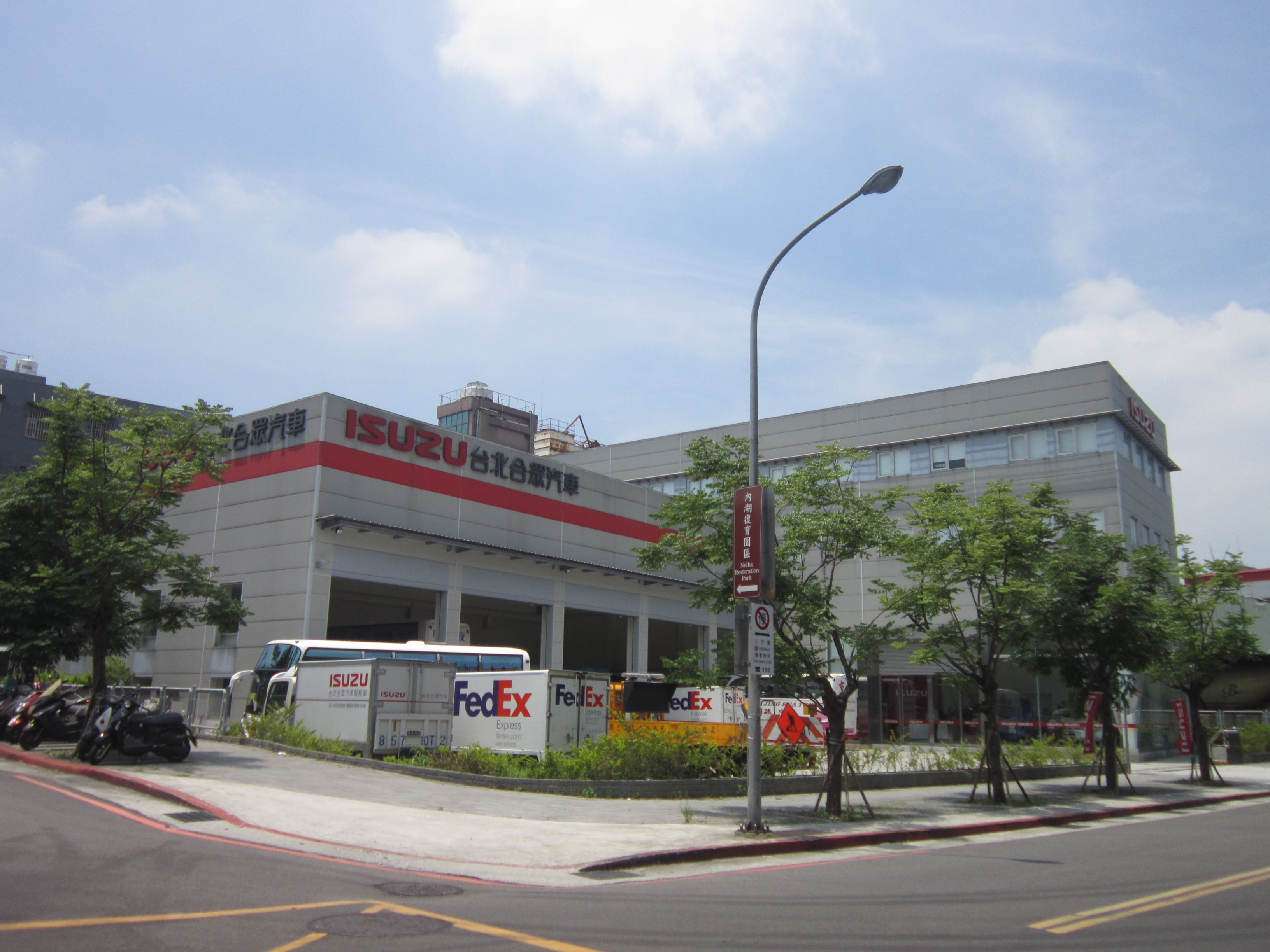
台北合眾汽車營運總部及展售中心

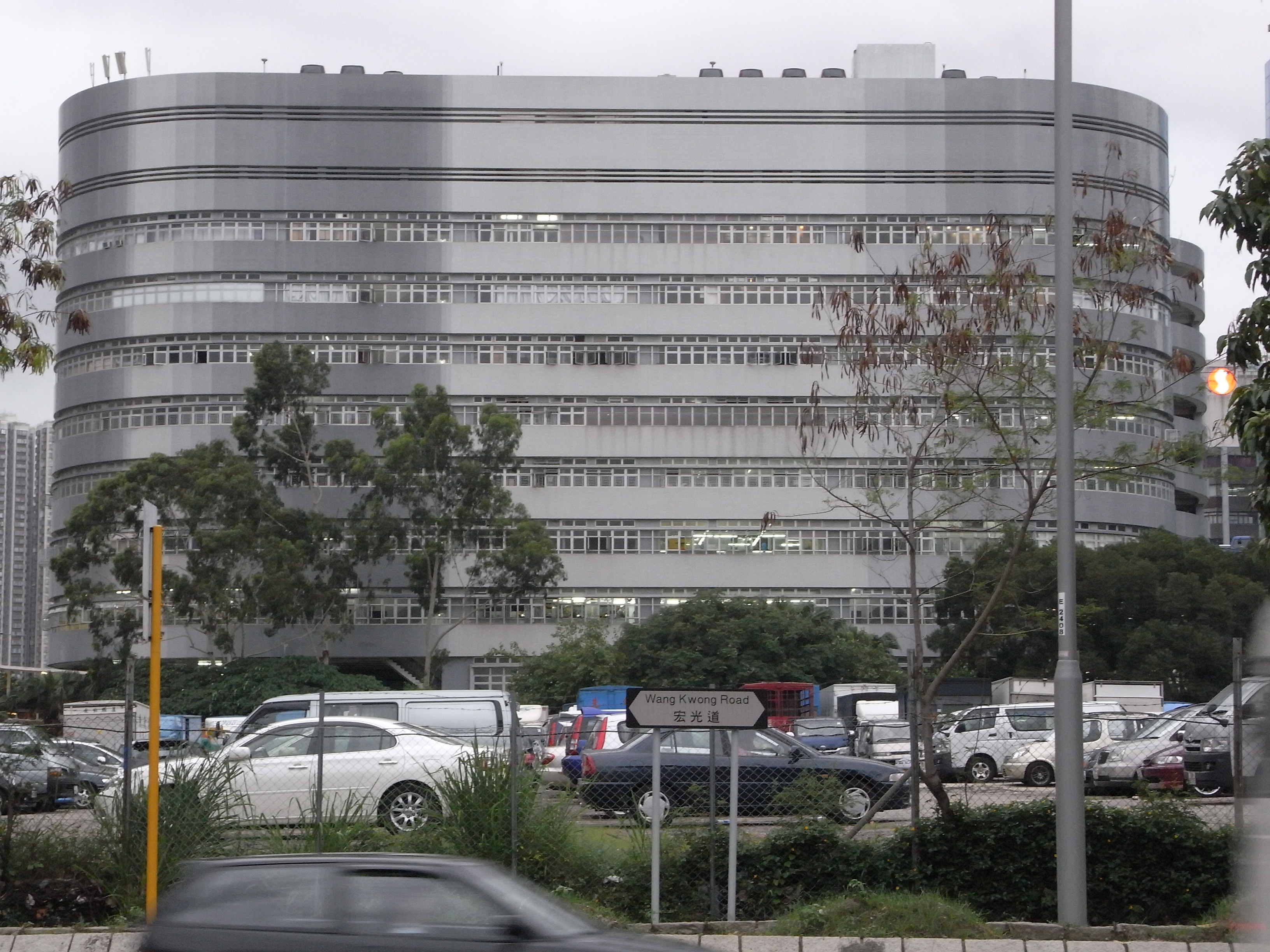
暱稱「蛋糕」的九龍灣大昌行集團大廈

大昌行集團於汽車業擁有逾50年經驗，與國際知名的汽車廠家維持長期關係，經營各種不同的汽車及汽車相關業務，建立了一個綜合的汽車業務平台。在香港及澳門代理12個品牌，2006年佔港澳地區新車市場的27%，在中國則代理21個品牌。更把成功的業務模式擴展至台灣，在台灣成立台北合眾汽車，成為台灣五十鈴汽車的總代理及進口商。

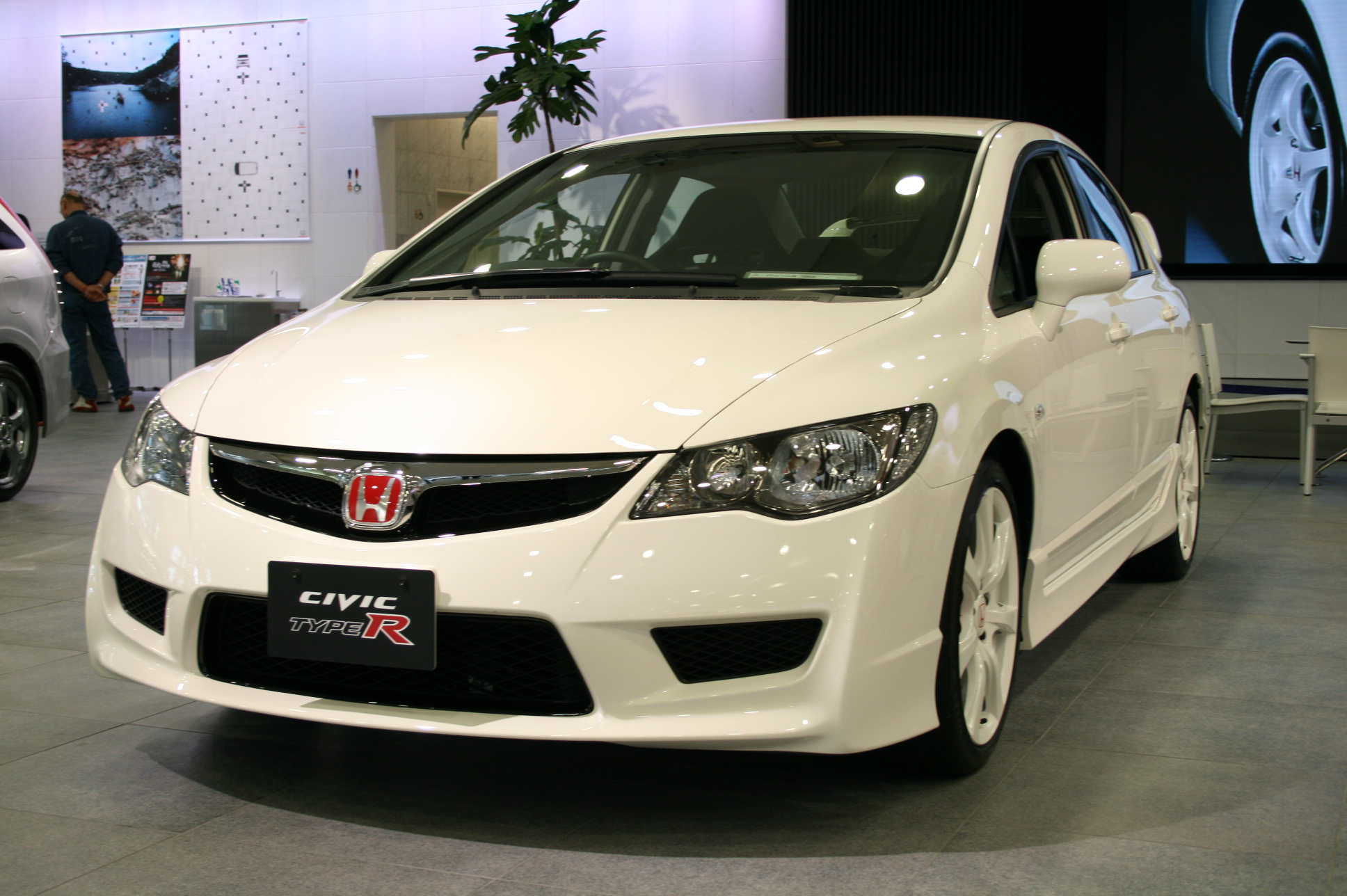
本田思域 Type R

大昌行集團於汽車業擁有逾40年經驗，與國際知名的汽車廠家維持長期關係，在香港及澳門代理16個品牌，在中國則代理17個品牌，於2014年佔香港新車市場約22.6%。除提供一般汽車售後服務以外，大昌行集團位於九龍灣、鴨脷洲及元朗的維修中心已獲香港運輸署指定為汽車測試中心，亦擴充相關業務，在香港及國內從事不同種類的汽車相關業務，包括汽車租賃、連鎖式汽車維修中心、二手車買賣、汽車金融、汽車保險、汽車機油調配、特種車工程，以及分銷零部件及汽車環保產品。大昌行集團透過與港龍航空合組的合營企業，獲香港機場管理局委任提供赤臘角機場地勤支援設備的維修保養服務。

### 食品及消費品業務

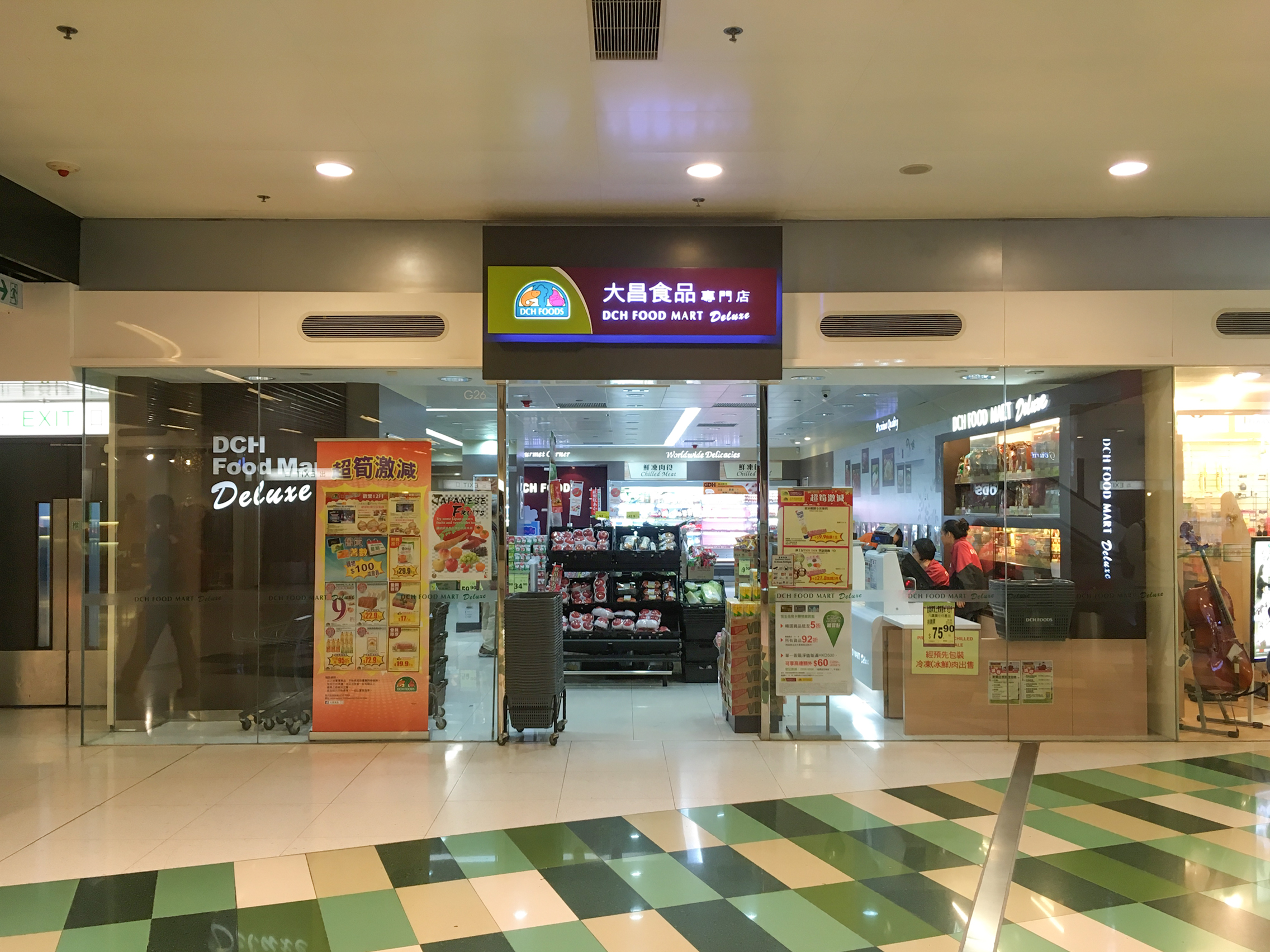
大昌食品市場

#### 食品業務
大昌行集團從事食品業務逾60年，已拓展其業務至食品製造、分銷及零售業務，打造全面的食品供應鏈。在上游食品生產方面，大昌行提供不同種類的冷凍及冷藏食品、茶類及咖啡飲品。亦是香港西式熟食加工業的市場領導者。旗下的食品加工中心均符合食品安全要求，分別取得ISO22000及 HACCAP 國際食品安全認證。在中游食品貿易方面，大昌行在香港及國內拓展廣泛的分銷網絡，代理及分銷來自30多個國家逾200個國際知名快速消費品品牌，超過2000種優質食品，客戶包括各大超市、餐廳、酒店以及餐飲服務業。在零售方面，截至2018年7月，大昌行於香港經營47間大昌食品專門店及2間大昌食品市場，2024年3月將結束零售店舖業務。

#### 物流配套
大昌行集團附屬公司大昌行物流有限公司的一站式的物流配套為大昌行的全面食品供應鏈提供全方位服務及第三方物流管理，包括物料採購、現代倉儲系統、恒溫包裝及再包裝、運輸等一站式物流解決方案，以及無縫冷鏈物流服務（Seamless Cold-chain logistics）。其物流網絡覆蓋香港、澳門、新會、深圳、廣州、廈門及上海。
香港：大昌行物流在香港設有4個物流中心，包括設有不同溫度的元朗物流倉儲及食品加工中心，並於葵涌設有裕林物流中心、百匯物流中心以及新設立的天水圍物流中心，其中各物流中心還自設加工包裝中心，為集團及其他第三方物流顧客提供加工包裝服務，另外還擁有不同載重量貨車組成的車隊，可提供常溫、空調、冷藏或冷凍的運送環境。
中國（新會）超過50萬平方米的大型物流園，其功能包含：保稅及非保稅倉儲中心、冷凍倉儲中心、保稅及非保稅包裝中心、國際貨運代理、物流配送中心等，更設有澳門葡語系的商品展示館，以及與香港大學合作的 GPRS 及 RFID 的項目。
澳門：大昌行澳門物流倉儲發展有限公司，分別在路環及青州跨境工業區設有大型物流中心，總面積佔地350,000呎，提供不同溫度的倉儲服務，亦有密封式貨車以及冷藏貨車的車隊。

#### 消費品業務
「大昌行電器有限公司」（簡稱「大昌電器部」）於1969年成立，為32個電器品牌於香港及澳門的獨家分銷商。大致上分為「白色家電產品」、「數碼產品」及「影音產品」三大類。現時已於香港及國內設立51間「大昌影音專賣店」及「大昌數碼專賣店」，建立影音產品的零售網絡。

### 主要公司
- 德國食品有限公司
- 保發食品有限公司
- 大聯咖啡有限公司
- 慎昌有限公司
- 滙昌市場拓展有限公司
- Gilman 太平洋行國際有限公司（70%）
- 奧利佳有限公司（原名：利豐亞州醫療及保健產品業務）
- 捷榮咖啡捷榮國際控股（21%）

## 外部連結
- 大昌行集團有限公司 官方網址 （页面存档备份，存于）
  - 大昌行：電器部 （页面存档备份，存于）
  - 慎昌有限公司
  - 太平洋行國際有限公司 （页面存档备份，存于）
  - 大昌生活購物台 （页面存档备份，存于）
- 大昌行集團有限公司 的上市招股章程
- 台北合眾汽車有限公司 （页面存档备份，存于）